# Велика Кізня
Велика Кі́зня (рос. Большая Кизня) — присілок в Дебьоському районі Удмуртії, Росія.

## Населення
Населення — 170 осіб (2010; 186 в 2002).
Національний склад станом на 2002 рік:
- удмурти — 95 %

## Урбаноніми[3]
- вулиці — Великокізнинська